# 왕창 (스키 선수)
왕창(중국어 간체자: 王强, 정체자: 王強, 병음: Wáng Qiáng, 한자음: 왕강, 1993년 4월 23일~)은 중화인민공화국의 크로스컨트리 스키 선수이다. 2018년 동계 올림픽과 2022년 동계 올림픽에 중화인민공화국 국가대표로 참가했다. 
그는 크로스컨트리 스키 월드컵에서 메달을 획득한 최초의 중화인민공화국 선수이다.